# Meteorognostica
La meteorognostica o meteorognosìa (dal greco μετέωρος,  metéōros, «eventi celesti» e γνῶσις, gnôsis, «conoscenza») si può considerare in un certo qual modo la versione "non scientifica" o "popolare" della meteorologia, che si esprime attraverso le cosiddette regole meteorognostiche, vale a dire dei proverbi  – spesso in rima – del tipo «Rosso di sera, bel tempo si spera», «Una rondine non fa primavera» o «Candelora, candelora, de l'inverno semo fora». 

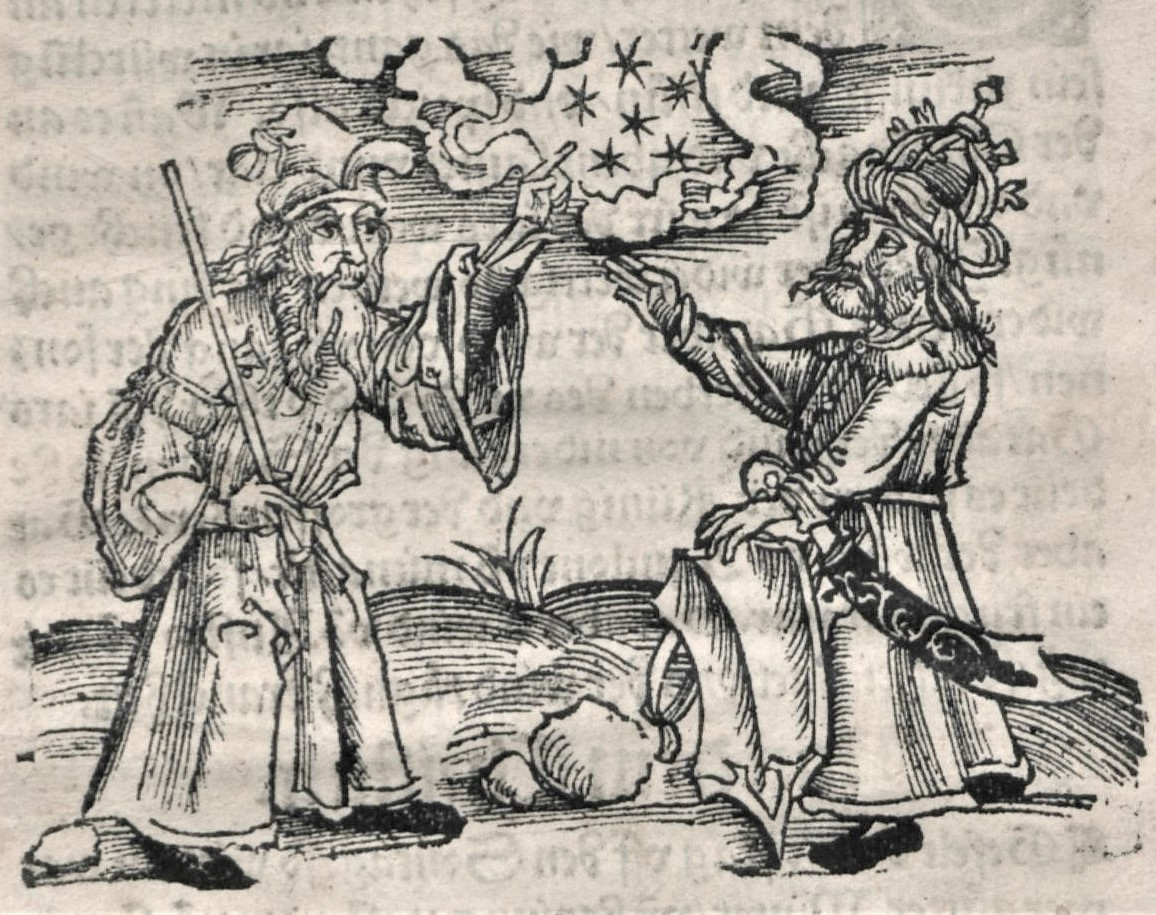
Illustrazione di regole contadine da una collezione storica del 1515 (Biblioteca dell'Università di Mannheim)

Si tratta, infatti, della previsione dei fenomeni atmosferici legata alle credenze popolari, soprattutto contadine (per le esigenze del raccolto), basate non solo su antiche osservazioni di tipo astrologico ma anche sull'osservazione di vari fenomeni naturali (soprattutto della fauna e della flora oltre che atmosferici), e associate spesso ad un determinato periodo, stagione, mese, data, ecc.

## Storia
Le regole meteorognostiche, chiamate anche "proverbi meteorologici", erano tramandate oralmente e anche in seguito attraverso i cosiddetti "almanacchi" o "lunari meteorognostici", la cui specifica funzione è quella di contenere delle previsioni per ogni singolo giorno dell'anno.
Per questo tipo di previsioni assumono particolare rilevanza alcune date – associate normalmente, nelle regole meteorognostiche al santo del giorno – considerate importanti anche per determinare il tempo dei giorni a venire e che fungono così da veri e propri "indicatori meteorologici". Questi giorni, che, secondo le superstizioni popolari, possono avere anche altri ruoli nella determinazione del destino (non solo in campo meteorologico), non hanno un vero e proprio nome in italiano, come ce l'hanno invece, ad esempio, in tedesco, dove vengono chiamati Lostage (lett.: «giorni del destino»").
Sull'attendibilità delle regole meteorognostiche si può certamente dubitare, anche se - ovviamente - non è detto che le previsioni non si possano verificare. Bisogna poi aggiungere che, visti gli sconvolgimenti climatici verificatisi nel corso dei decenni, molte non sono più valide; altre “regole”, invece, fanno riferimento ancora al vecchio calendario giuliano, come ad esempio per il giorno di Santa Lucia, che era denominato «il giorno più corto che ci sia» prima della riforma del calendario gregoriano avvenuta nel 1582.
In ogni caso, fino a qualche decennio fa, tali proverbi rappresentavano un importante punto di riferimento per chi viveva di agricoltura e doveva conoscere i giorni più adatti per la semina, il raccolto, ecc.
Di regole meteorognostiche (o proverbi meteorologici) se ne trovano nelle varie lingue: in inglese si chiamano weather proverbs o weather sayings, in spagnolo si chiamano proverbios meteorológicos, in tedesco Bauernregeln (lett. “regole contadine”) o Wetterregeln, in nederlandese weerspreuken, ecc. Molte sono corrispondenti anche da un Paese all'altro, altre non sono concordanti per via delle diverse condizioni climatiche a latitudini differenti.

## Date e ricorrenze rilevanti
Tra le date e/o ricorrenze che fungono da “indicatori meteorologici” (v. sopra) o che, perlomeno, assumono una certa rilevanza nelle concezioni meteorognostiche, ricordiamo: 
- il 1º gennaio (Circoncisione di Gesù/Capodanno)
- il 6 gennaio (Epifania o Befana)
- il 22 gennaio (San Vincenzo)
- il 25 gennaio (Conversione di Paolo)
- le date che vanno dal 29 al 31 gennaio (i cosiddetti "Giorni della Merla")
- il 2 febbraio (Presentazione del Signore o Purificazione di Maria o Candelora)
- il 14 febbraio (san Valentino)
- il 22 febbraio (Cattedra di San Pietro, inizio convenzionale della primavera per il contadino)
- il 10 marzo (40 Martiri)
- il 4 aprile (4 brillanti o «aprilante»)[13]
- il 25 marzo (Annunciazione di Maria)
- il 23 aprile (San Giorgio)
- il 25 aprile (San Marco)
- le date che vanno dall'11 al 13 maggio (San Mamerto, San Pancrazio e San Servazio, detti "i santi di ghiaccio" o "I santi dell'ultimo freddo" o "dell'ultimo ghiaccio")
- il 25 maggio (San Bartolomeo, inizio convenzionale dell'estate per il contadino)
- l'8 giugno (San Medardo)
- il 24 giugno (San Giovanni Battista, data associata al solstizio d'estate)
- il 29 giugno (Santi Pietro e Paolo)
- il 2 luglio (Visitazione di Maria)
- il 26 luglio (Sant'Anna)
- il 10 agosto (San Lorenzo)
- il 15 agosto (Assunzione)
- il 24 agosto (San Bartolomeo, inizio convenzionale dell'autunno per il contadino)
- il 1º settembre (Sant'Egidio)
- il 29 settembre (San Michele, inizio della transumanza)
- il 16 ottobre (San Gallo)
- il 1º novembre (Ognissanti)
- l'11 novembre (San Martino, inizio convenzionale dell'anno agrario)
- il 21 novembre (Presentazione di Maria)
- il 23 novembre (San Clemente, inizio convenzionale dell'inverno per il contadino)
- il 25 novembre (Santa Caterina)
- il 30 novembre (Sant'Andrea)
- il 2 dicembre (Santa Bibiana)
- il 6 dicembre (San Nicola)
- l'8 dicembre (Immacolata Concezione)
- il 13 dicembre (Santa Lucia, vecchia data del solstizio d'inverno secondo il Calendario giuliano)
- il 21 dicembre (San Tommaso Apostolo)
- Feste mobili: la Domenica delle Palme (considerata determinante per prevedere il tempo della domenica di Pasqua; l'Ascensione; ecc.

## Proverbi meteorologici

### Gennaio
- Luna di grappoli a gennaio luna di racimoli a febbraio
- Alla Befana, la rapa è vana (6/1)
- Sant'Antonio fa il ponte e san Paolo lo rompe (17/1)
- Delle calende non me ne curo purché a san Paolo non faccia scuro (25/1)
- A San Giovanni Bosco si scalda il bosco (31/1)

### Febbraio
- Febbraio, febbraietto mese corto e maledetto
- Per la santa Candelora se nevica o se plora dell'inverno siamo fora (2/2)

### Marzo
- Marzo pazzarello guarda il sole e prendi l'ombrello
- Neve marzolina, dura dalla sera alla mattina
- San Giuseppe el porta la merenda in del fazzulett e san Michel la porta in ciel (19/3)
- Per l'Annunziata la rondine è ritornata (25/3)

### Aprile
- Aprile, dolce dormire
- Aprile ogni goccia un barile
- Aprile, non ti scoprire
- Se aprile è già primavera, non si sta al fresco neanche in galera
- Se nevica a Natale, non nevica a Pasqua
- 4 aprilante, giorni 40! [13]

### Maggio
- Di maggio si dorme per assaggio
- In maggio per vestirsi pesante ci vuole coraggio
- Maggio dell'estate è già un grande assaggio
- Maggio Maggione, non togliere il maglione
- Maggio ventoso, anno generoso
- Per Sant'Urbano, il frumento è fatto grano (25/5)
- Se piove per l'Assensa (Ascensione), per quaranta dì non semo sensa

### Giugno
- Giugno, ciliegie a pugno
- Giugno freddino, povero contadino
- Giugno la falce in pugno
- Se piove per San Barnabà l'uva bianca se ne va (9/6)

### Luglio
- Di luglio, il temporale dura poco e non fa male
- Luglio, dal gran caldo, bevi bene e batti saldo
- Ogni pioggia di luglio incendia il cespuglio
- Santa Madalena l'acqua se la mena (22/7)

### Agosto
- Agosto annuncia l'inverno[14]
- Alla prima pioggia d'agosto, ritira fuori il panno di lana da dove l'hai riposto
- In agosto il sole tramonta prima
- Pioggia d'agosto rinfresca il bosco

### Settembre
- A settembre braghe di tela e meloni non sono più buoni
- Se l'Arcangelo si bagna l'ale, piove fino a Natale (29/9)
- Settembre caldo e asciutto, fa maturare ogni frutto

### Ottobre
- Ottobre è bello, ma tieni pronto l'ombrello
- San Gallo, quaranta dì durallo (vale a dire “il tempo di questo giorno sarà lo stesso per i prossimi quaranta”) (16/10)

### Novembre
- Ad Ognissanti, prepara i guanti (1/11)
- L'estate di San Martino dura tre giorni e un pochinino (11/11)
- Per San Martino la sementa del poverino (11/11)
- Per San Clemente, l'inverno mette un dente (23/11)
- Da Santa Caterina, il freddo si avvicina (25/11)
- Santa Caterina, o neve o brina (25/11)

### Dicembre
- Dicembre nevoso, anno fruttuoso
- Santa Bibiana, quaranta dì e una settimana (vale a dire “se piove in questo giorno, pioverà per altri quaranta”) (2/12)
- San Nicolò, neve sui falò (6/12)
- Santa Lucia, il giorno più corto che ci sia (13/12)
- Se nevica a Natale, non nevica a Pasqua
- Se piove il giorno di Natale, siamo senza sale (nel senso che l'acqua scioglie la neve)

### Feste mobili
- O nelle Palme o nelle uova (vale a dire “o piove in questo giorno (Domenica delle Palme) o nella Domenica di Pasqua”)